# Champions Trophy vrouwen 2012
De 20ste editie van de Champions Trophy hockey werd gehouden van 28 januari 2012 tot en met 5 februari 2012 in Rosario,  Argentinië.
De deelnemers waren het gastland en de topvijf van de vorige Champions Trophy. Daarnaast deed ook de recentste winnaar van de Champions Challenge mee. Het deelnemersveld werd aangevuld met twee landen die worden gekozen door het bestuur van de FIH. Door deze nieuwe regel zou Duitsland voor het eerst niet deelnemen omdat het in 2011 niet bij de beste 5 eindigde. Duitsland werd echter, samen met China, alsnog uitgenodigd om deel te nemen en degradeerde daarmee niet naar de Champions Challenge. In verband met de Olympische Spelen later dat jaar deed de Britse ploeg mee in de plaats van de Engelse.

## Geplaatste landen
- Argentinië (gastland)
- China (uitgenodigd door de FIH)
- Duitsland (uitgenodigd door de FIH)
- Groot-Brittannië (in plaats van Engeland, de nummer 5 in 2011)
- Japan (winnaar Champions Challenge 2011)
- Nederland (winnaar in 2011)
- Nieuw-Zeeland (nummer 3 in 2011)
- Zuid-Korea (nummer 4 in 2011)

## Selecties

### Argentinië
- ( 1.) Belén Succi
- ( 4.) Rosario Luchetti
- ( 5.) Macarena Rodríguez
- ( 8.) Luciana Aymar 
- (11.) Carla Rebecchi
- (12.) Delfina Merino
- (14.) Martina Cavallero

- (15.) Roberta Werthein
- (16.) Florencia Habif
- (17.) Rocío Sánchez Moccia
- (18.) Daniela Sruoga
- (19.) Sofía Maccari
- (21.) Mariela Scarone
- (24.) María José Fernández

- (25.) Silvina D'Elia
- (27.) Noel Barrionuevo
- (30.) Josefina Srouga
- (31.) Laura Del Colle

- Bondscoach

Carlos Retegui

### China
- ( 1.) Ma Yibo
- ( 2.) Wang Mengyu
- ( 3.) Mao Weilin
- ( 5.) Ma Wei
- ( 6.) Sun Sinan
- ( 8.) Fu Baorong
- (10.) Gao Lihua

- (12.) Tang Chunling
- (15.) Liang Meiyu
- (18.) Ren Ye 
- (19.) Huang Ting
- (21.) Zhao Yudiao
- (22.) Song Qingling
- (23.) De Jiaojiao

- (25.) Xu Xiaoxu
- (29.) Peng Yang
- (30.) Li Dongxiao
- (31.) Zhang Liu

- Bondscoach

Kim Sang-Ryul

### Duitsland
- ( 1.) Yvonne Frank
- ( 4.) Mandy Hasse
- ( 7.) Natascha Keller
- ( 8.) Christina Schuetze
- ( 9.) Kristina Hillmann
- (10.) Nina Hasselmann
- (12.) Lydia Hasse

- (13.) Katharina Otte
- (14.) Jana Teschke
- (15.) Hannah Krüger
- (16.) Fanny Rinne 
- (18.) Lisa Hahn
- (23.) Marie Mavers
- (24.) Maike Stöckel

- (26.) Celina Wilde
- (27.) Anke Brockmann
- (28.) Julia Müller
- (32.) Kristina Reynolds

- Bondscoach

Michael Behrmann

### Groot-Brittannië
- ( 1.) Beth Storry
- ( 3.) Emily Maguire
- ( 4.) Laura Unsworth
- ( 5.) Crista Cullen
- ( 6.) Hannah Macleod
- ( 7.) Anne Panter
- ( 8.) Helen Richardson

- ( 9.) Natalie Seymour
- (11.) Kate Walsh 
- (12.) Chloe Rodgers
- (14.) Laura Bartlett
- (15.) Alex Danson
- (18.) Georgie Twigg
- (22.) Ashleigh Ball

- (23.) Sally Walton
- (24.) Abi Walker
- (28.) Nicola White
- (29.) Sarah Thomas

- Bondscoach

Danny Kerry

### Japan
- ( 1.) Sakiyo Asano
- ( 2.) Nagisa Hayashi
- ( 4.) Sachimi Iwao
- ( 5.) Miyuki Nakagawa
- ( 6.) Ai Murukami
- ( 7.) Shiho Otsuka
- ( 8.) Yukari Yamamoto 

- ( 9.) Aki Mitsuhashi
- (10.) Rika Komazawa
- (12.) Akane Shibata
- (13.) Chie Akutsu
- (14.) Keiko Manabe
- (18.) Ryoko Oie
- (19.) Kaori Fujio

- (20.) Mayumi Ono
- (21.) Mazuki Arai
- (22.) Izuki Tanaka
- (26.) Akemi Kato

- Bondscoach

Zenjiro Yasuda

### Nederland
- ( 1.) Floortje Engels
- ( 4.) Kitty van Male
- ( 5.) Carlien Dirkse van den Heuvel
- ( 7.) Willemijn Bos
- ( 8.) Marieke Veenhoven
- (10.) Kelly Jonker
- (11.) Maartje Goderie

- (12.) Lidewij Welten
- (15.) Sabine Mol
- (17.) Maartje Paumen 
- (18.) Naomi van As
- (22.) Joyce Sombroek
- (23.) Kim Lammers

- (24.) Eva de Goede
- (27.) Marilyn Agliotti
- (28.) Merel de Blaey
- (30.) Margot van Geffen
- (31.) Daphne van der Velden

- Bondscoach

Max Caldas

### Nieuw-Zeeland
- ( 1.) Kayla Sharland 
- ( 2.) Emily Naylor
- ( 3.) Krystal Forgesson
- ( 5.) Katie Glynn
- ( 8.) Sally Rutherford
- ( 9.) Alana Millington
- (13.) Samantha Charlton

- (16.) Clarissa Eshuis
- (17.) Lucy Talbot
- (19.) Rhiannon Dennison
- (20.) Samantha Harrison
- (21.) Cathryn Finlayson
- (22.) Gemma Flynn
- (27.) Sophie Devine

- (28.) Charlotte Harrison
- (30.) Bianca Russell
- (31.) Stacey Michelsen
- (32.) Anita Punt

- Bondscoach

Mark Hager

### Zuid-Korea
- ( 1.) Moon Young-Hui
- ( 3.) Kim Young-Ran
- ( 5.) Cho Eun-Ji
- ( 6.) Park Seon-Mi
- ( 7.) Lee Seon-Ok
- ( 8.) Kim Jong-Hee
- (10.) Park Mi-Hyun

- (11.) Kim Jong-Eun
- (12.) Kim Da-Rae
- (13.) Cheon Eun-Bi
- (14.) Jeon Yu-Mi
- (15.) Gim Sung-Hee 
- (16.) Jang Soo-Ji

- (17.) Kim Ok-Ju
- (21.) Hong Yoo-Jin
- (22.) Park Ki-Ju
- (23.) Hong Ji-Seon
- (25.) Han Hye-Lyoung

- Bondscoach

Lim Jung-Woo

## Scheidsrechters
- Julie Ashton-Lucy
- Frances Block
- Carolina de la Fuente
- Elena Eskina
- Kang Hyun-Young

- Michelle Meister
- Carol Metchette
- Miao Lin
- Lesley Pieterse
- Wendy Stewart

## Groepsfase

### Groep A
| Team             | Gsp | Gw | G | V | DV | DT | DS | Pnt |
| ---------------- | --- | -- | - | - | -- | -- | -- | --- |
| Nederland        | 3   | 2  | 1 | 0 | 9  | 4  | +5 | 7   |
| Groot-Brittannië | 3   | 2  | 1 | 0 | 8  | 3  | +5 | 7   |
| China            | 3   | 1  | 0 | 2 | 4  | 7  | –3 | 3   |
| Japan            | 3   | 0  | 0 | 3 | 2  | 9  | –7 | 0   |

| 28 januari 2012 12:30        |         |             |                                                                |
| Nederland                    | 3 – 1   | China       | Scheidsrechters: Julie Ashton-Lucy (AUS) Lesley Pieterse (RSA) |
| Welten 37', 64' Agliotti 69' | verslag | Ma Yibo 46' | Scheidsrechters: Julie Ashton-Lucy (AUS) Lesley Pieterse (RSA) |

| 28 januari 2012 15:00                |         |       |                                                                     |
| Groot-Brittannië                     | 3 – 0   | Japan | Scheidsrechters: Carolina de la Fuente (ARG) Michelle Meister (GER) |
| Cullen 21' Richardson 33' Danson 65' | verslag |       | Scheidsrechters: Carolina de la Fuente (ARG) Michelle Meister (GER) |

| 29 januari 2012 12:30           |         |              |                                                              |
| China                           | 2 – 1   | Japan        | Scheidsrechters: Kang Hyun-Young (KOR) Carol Metchette (IRL) |
| Zhao Yudiao 14' De Jiaojiao 61' | verslag | Komazawa 21' | Scheidsrechters: Kang Hyun-Young (KOR) Carol Metchette (IRL) |

| 29 januari 2012 15:00 |         |                       |                                                         |
| Groot-Brittannië      | 2 – 2   | Nederland             | Scheidsrechters: Elena Eskina (RUS) Wendy Stewart (CAN) |
| Cullen 40', 61'       | verslag | Van As 7' Lammers 32' | Scheidsrechters: Elena Eskina (RUS) Wendy Stewart (CAN) |

| 31 januari 2012 12:30          |         |             |                                                               |
| Nederland                      | 4 – 1   | Japan       | Scheidsrechters: Michelle Meister (GER) Lesley Pieterse (RSA) |
| Lammers 6', 61' Paumen 8', 44' | verslag | Shibata 32' | Scheidsrechters: Michelle Meister (GER) Lesley Pieterse (RSA) |

| 31 januari 2012 15:00 |         |                         |                                                             |
| China                 | 1 – 3   | Groot-Brittannië        | Scheidsrechters: Julie Ashton-Lucy (AUS) Elena Eskina (RUS) |
| Fu Baorong 48'        | verslag | Cullen 5', 42' Ball 53' | Scheidsrechters: Julie Ashton-Lucy (AUS) Elena Eskina (RUS) |

### Groep B
| Team          | Gsp | Gw | G | V | DV | DT | DS | Pnt |
| ------------- | --- | -- | - | - | -- | -- | -- | --- |
| Duitsland     | 3   | 2  | 0 | 1 | 9  | 7  | +2 | 6   |
| Argentinië    | 3   | 1  | 2 | 0 | 8  | 6  | +2 | 5   |
| Zuid-Korea    | 3   | 0  | 2 | 1 | 6  | 8  | –2 | 2   |
| Nieuw-Zeeland | 3   | 0  | 2 | 1 | 5  | 7  | –2 | 2   |

| 28 januari 2012 17:30                       |         |                                  |                                                         |
| Duitsland                                   | 4 – 2   | Zuid-Korea                       | Scheidsrechters: Frances Block (GBR) Elena Eskina (RUS) |
| Schütze 2' Brockmann 16' Wilde 33' Hahn 36' | verslag | Cheon Eun-Bi 5' Kim Jong-Hee 11' | Scheidsrechters: Frances Block (GBR) Elena Eskina (RUS) |

| 28 januari 2012 20:00    |         |                               |                                                            |
| Argentinië               | 2 – 2   | Nieuw-Zeeland                 | Scheidsrechters: Kang Hyun-Young (KOR) Wendy Stewart (CAN) |
| Cavallero 51' Merino 66' | verslag | Michelsen 28' S. Harrison 49' | Scheidsrechters: Kang Hyun-Young (KOR) Wendy Stewart (CAN) |

| 29 januari 2012 17:30  |         |                                |                                                                    |
| Nieuw-Zeeland          | 2 – 2   | Zuid-Korea                     | Scheidsrechters: Carolina de la Fuente (ARG) Lesley Pieterse (RSA) |
| Finlayson 9' Glynn 25' | verslag | Kim Ok-Ju 44' Kim Jong-Eun 56' | Scheidsrechters: Carolina de la Fuente (ARG) Lesley Pieterse (RSA) |

| 29 januari 2012 20:00 |         |                                                     |                                                         |
| Duitsland             | 2 – 4   | Argentinië                                          | Scheidsrechters: Julie Ashton-Lucy (AUS) Miao Lin (CHN) |
| Hahn 39' Krüger 52'   | verslag | Maccari 15' Barrionuevo 28' Rebecchi 32' Sruoga 37' | Scheidsrechters: Julie Ashton-Lucy (AUS) Miao Lin (CHN) |

| 31 januari 2012 17:30 |         |                            |                                                             |
| Nieuw-Zeeland         | 1 – 3   | Duitsland                  | Scheidsrechters: Carolina de la Fuente (ARG) Miao Lin (CHN) |
| Punt 60'              | verslag | Hasselmann 5', 9' Hahn 21' | Scheidsrechters: Carolina de la Fuente (ARG) Miao Lin (CHN) |

| 31 januari 2012 20:00     |         |                      |                                                            |
| Argentinië                | 2 – 2   | Zuid-Korea           | Scheidsrechters: Frances Block (GBR) Carol Metchette (IRL) |
| Barrionuevo 22' Aymar 69' | verslag | Lee Seon-Ok 21', 67' | Scheidsrechters: Frances Block (GBR) Carol Metchette (IRL) |

## Kwartfinale
| 2 februari 2012 12:30             |         |               |                                                              |
| Nederland                         | 3 – 0   | Nieuw-Zeeland | Scheidsrechters: Carol Metchette (IRL) Kang Hyun-Young (KOR) |
| Lammers 25' Paumen 41' Welten 57' | verslag |               | Scheidsrechters: Carol Metchette (IRL) Kang Hyun-Young (KOR) |

| 2 februari 2012 15:00              |         |                        |                                                          |
| Duitsland                          | 3 – 2   | Japan                  | Scheidsrechters: Frances Block (GBR) Wendy Stewart (CAN) |
| Hasselmann 7' Mävers 33' Wilde 35' | verslag | Murukami 37' Fujio 44' | Scheidsrechters: Frances Block (GBR) Wendy Stewart (CAN) |

| 2 februari 2012 17:30                    |         |                 |                                                             |
| Groot-Brittannië                         | 4 – 1   | Zuid-Korea      | Scheidsrechters: Carolina de la Fuente (ARG) Miao Lin (CHN) |
| Twigg 17' Danson 20', 22' Richardson 52' | verslag | Lee Seon-Ok 31' | Scheidsrechters: Carolina de la Fuente (ARG) Miao Lin (CHN) |

| 2 februari 2012 20:00                   |         |                               |                                                                |
| Argentinië                              | 3 – 2   | China                         | Scheidsrechters: Julie Ashton-Lucy (AUS) Lesley Pieterse (RSA) |
| Barrionuevo 14' Merino 61' Luchetti 65' | verslag | Ma Yibo 45' Tang Chunling 62' | Scheidsrechters: Julie Ashton-Lucy (AUS) Lesley Pieterse (RSA) |

## Play-offs

### Crossover
| 3 februari 2012 17:30                   |              |                                   |  |
| Zuid-Korea                              | 3 – 4 (n.v.) | Japan                             |  |
| Han Hye-Lyoung 31' Lee Seon-Ok 34', 64' | verslag      | Komazawa 3', 68', 83' Shibata 53' |  |

| 3 februari 2012 20:00            |              |                                 |  |
| Nieuw-Zeeland                    | 3 – 2 (n.v.) | China                           |  |
| Finlayson 60', 67' Michelsen 77' | verslag      | Gao Lihua 24' Song Qingling 41' |  |

### Wedstrijd voor de 7e/8e plaats
| 5 februari 2012 12:30                                  |              |                                                                   |  |
| China                                                  | 3 – 3 (n.v.) | Zuid-Korea                                                        |  |
| Ma Yibo 7', 12' Zhao Yudiao 15'                        | verslag      | Kim Jong-Eun 19' Hong Yoo-Jin 31' Kim Jong-Hee 51'                |  |
| Shoot-out                                              |              |                                                                   |  |
| Liang Meiyu Fu Baorong Gao Lihua Peng Yang Zhao Yudiao | 2 – 3        | Han Hye-Lyoung Kim Jong-Eun Cheon Eun-Bi Lee Seon-Ok Park Seon-Mi |  |

### Wedstrijd voor de 5e/6e plaats
| 5 February 2012 15:00        |              |                                              |  |
| Nieuw-Zeeland                | 3 – 4 (n.v.) | Japan                                        |  |
| Glynn 41', 69' Michelsen 53' | verslag      | Shibata 3' Tanaka 15' Fujio 59' Komazawa 78' |  |

## Knock-outfase

### Halve finale
| 4 februari 2012 17:30 |         |           |  |
| Groot-Brittannië      | 2 – 0   | Duitsland |  |
| Thomas 12' Ball 39'   | verslag |           |  |

| 4 februari 2012 20:00         |              |                            |  |
| Nederland                     | 2 – 2 (n.v.) | Argentinië                 |  |
| Paumen 18' van den Heuvel 37' | verslag      | Sruoga 14' Barrionuevo 69' |  |
| Shoot-out                     |              |                            |  |
| Bos Agliotti Goderie de Goede | 0 – 2        | D'Elia Moccia Aymar        |  |

### Troostfinale
| 5 februari 2012 17:30                                               |         |                                       |  |
| Nederland                                                           | 5 – 4   | Duitsland                             |  |
| Goderie 11' van den Heuvel 14' Welten 17' van Male 19' Agliotti 30' | verslag | Stöckel 26' Keller 27', 54' Wilde 55' |  |

### Finale
| 5 februari 2012 20:00 |         |                  |  |
| Argentinië            | 1 – 0   | Groot-Brittannië |  |
| D'Elia 29'            | verslag |                  |  |

## Eindstand
1. Argentinië
2. Groot-Brittannië
3. Nederland
4. Duitsland
5. Japan
6. Nieuw-Zeeland
7. Zuid-Korea
8. China

Mannen:
Lahore 1978 ·
Karachi 1980 ·
Karachi 1981 ·
Amstelveen 1982 ·
Karachi 1983 ·
Karachi 1984 ·
Perth 1985 ·
Karachi 1986 ·
Amstelveen 1987 ·
Lahore 1988 ·
Berlijn 1989 ·
Melbourne 1990 ·
Berlijn 1991 ·
Karachi 1992 ·
Kuala Lumpur 1993 ·
Lahore 1994 ·
Berlijn 1995 ·
Chennai 1996 ·
Adelaide 1997 ·
Lahore 1998 ·
Brisbane 1999 ·
Amstelveen 2000 ·
Rotterdam 2001 ·
Keulen 2002 ·
Amstelveen 2003 ·
Lahore 2004 ·
Chennai 2005 ·
Barcelona 2006 ·
Kuala Lumpur 2007 ·
Rotterdam 2008 ·
Melbourne 2009 ·
Mönchengladbach 2010 ·
Auckland 2011 ·
Melbourne 2012 ·
Bhubaneswar 2014 ·
Londen 2016 ·
Breda 2018
Vrouwen:
Amstelveen 1987 ·
Frankfurt 1989 ·
Berlijn 1991 ·
Amstelveen 1993 ·
Mar del Plata 1995 ·
Berlijn 1997 ·
Brisbane 1999 ·
Amstelveen 2000 ·
Amstelveen 2001 ·
Macau 2002 ·
Sydney 2003 ·
Rosario 2004 ·
Canberra 2005 ·
Amstelveen 2006 ·
Quilmes 2007 ·
Mönchengladbach 2008 ·
Melbourne 2009 ·
Nottingham 2010 ·
Amstelveen 2011 ·
Rosario 2012 ·
Mendoza 2014 ·
Londen 2016 ·
Changzhou 2018